# Elza Brandeisz
Erzsébet „Elza“ Brandeisz (geboren 18. September 1907 in Rust im Burgenland oder Budapest, gestorben am 6. Januar 2018 in Sopron) war eine ungarische Tänzerin, Gymnastiklehrerin und Supercentenarian. Ihre protestantische Familie versteckte 1944 die Familie von George Soros vor der Verfolgung durch die deutschen Besatzer. Elza Brandeisz wurde dafür 1995 als  Gerechte unter den Völkern ausgezeichnet.

## Leben
Als Kind hatte Brandeisz, die zum Zeitpunkt ihres Todes älteste Bewohnerin Soprons, in Budapest noch die Krönung des letzten ungarischen Königs Karl IV. miterlebt. Die aus einer ursprünglich deutschen Familie im damals zu Ungarn gehörenden Burgenland stammende, der evangelisch-lutherischen Kirche in Ungarn angehörende Brandeisz studierte von 1923 bis 1928 an der Tanzschule der ungarischen Tänzerin Lili Kállai. 
In den 1930er Jahren nahm sie auch an Kursen von Mary Wigman in Dresden teil und war eine der Pionierinnen des Ausdruckstanzes in ihrem Heimatland. Sie arbeitete als Tanzlehrerin in einer privaten, in jüdischem Besitz befindlichen Tanzschule, die sie zum Schutz vor „Arisierung“ während des Krieges formell übernahm und gemeinsam mit der Besitzerin weiter leitete. Da Ausdruckstanz im sozialistischen Nachkriegsungarn als dekadent galt, erhielt sie 1948 Auftrittsverbot und arbeitete in den Folgejahren als Lehrerin für Sport und Gymnastik in Balatonalmádi. In diesem Ort besaß ihre Familie ein Sommerhaus, in dem Brandeisz nach der deutschen Besetzung Ungarns neben anderen Juden auch die Familie Soros versteckte, darunter deren damals 14-jährigen Sohn György, den späteren Investor George Soros. 
1963 ging Brandeisz in den Ruhestand. Danach war sie bis 1978 noch als Museumsführerin in Sopron tätig. Dort lebte sie bis zu ihrem Tod im eigenen Haus. Finanzielle Hilfe durch George Soros, mit dem sie befreundet war, lehnte sie ab, wurde aber auf dessen Initiative durch Pflegekräfte unterstützt. 1995 ehrte sie der Staat Israel als „Gerechte unter den Völkern“.